# Lennart Larsson (fotbollsspelare)
Lennart "Lie" Larsson, född 9 juli 1953 i Stockholm, är en svensk före detta fotbollsspelare.
Larsson inledde sin karriär i IFK Malmö. 1976 gick han till allsvenska Halmstads BK. Samma år vann klubben sitt första SM-guld och Larsson var lagets näst bästa målskytt, efter Rutger Backe. 1977 köptes Larsson av Bundesliga-laget Schalke 04. Han återvände till Halmstad 1979, samma år som man vann sitt andra SM-guld, och blev kvar i laget fram till 1982. Totalt spelade han 103 allsvenska matcher för HBK.
Larsson spelade 26 landskamper för Sveriges landslag och var med i truppen till VM 1978.